# Ратледж, Джон
Джон Ратледж (англ. John Rutledge; 17 сентября 1739, Чарльстон, Южная Каролина — 21 июня 1800, там же) — американский политик, первый губернатор Южной Каролины, второй Председатель Верховного суда США. Родился в семье врача и получил домашнее образование, после чего отправился в Лондон для изучения права, а по возвращении стал юристом. Был избран в Первый и Второй Континентальные конгрессы, в качестве члена последнего подписал Декларацию независимости. В 1776 году был избран президентом Южной Каролины, принимая активное участие в освободительной борьбе против британских войск в ходе Войны за независимость, но в 1778 году после принятия новой конституции штата, ограничивавшей его права, ушёл в отставку. В 1779—1782 годах вновь был губернатором, сыграв важную роль в обороне Чарлстона и его последующем освобождении.
В дальнейшем представлял Южную Каролину на Филадельфийском конвенте, выработавшем Конституцию США, а в 1789 году был назначен судьёй Верховного суда США, однако не принимал значительного участия в его работе и в 1791 году перешёл в Верховный суд Южной Каролины. В июле 1795 года был назначен президентом Джорджем Вашингтоном председателем Верховного суда США, однако не смог получить поддержки Сената и в декабре того же года оставил пост.